# 趙偉國
趙偉國（1967年11月29日—），生於中國新疆沙灣縣，企業家，曾任紫光集團與健坤投資集團董事長。

## 生平
父母親在文革時被打為右派被發配新疆沙灣縣一個偏僻的小村莊，趙偉國在此地出生，他11歲以前都在此度過。1985年考取清華大學電子工程系獲得學士與碩士學位。
大學畢業後的三年到中關村打過工和朋友承包過北京市海淀區水泥廠下屬業務，發展積累了創業經驗，1993年趙偉國重回清華大學一邊讀研究所，一邊在紫光集團兼職，碩士畢業後三年的1998年就當上同方電子總經理，創辦健坤投資集團。2008年7月由，赵伟国曾捐赠给母校的一批竹简，即清华简，经鉴定为战国中期偏晚的重要文物。2009年成為紫光集團董事長。
同方時代中共總書記胡錦濤的兒子胡海峰與趙偉國因緣際會認識，大為受到賞識，後來2008胡海峰擔任紫光集團母公司清華控股黨委書記，次年紫光控股就進行改組，這年趙偉國突然入主紫光集團進行改造。2014年後半導體成為習近平時代主要戰略之一，政府成立人民幣1,300多億元的發展基金，挹注持有紫光51%股權，而另外49%都持在趙偉國手中(以健坤投資集團名義持有)，同時他還持有同方、銀潤投資、TCL集團不少股份，趙偉國個人的身價約廿億美元。
紫光2014年起大舉併購戰略擴充版圖，先後併購展訊、銳迪科兩家IC設計廠商，又入股硬碟廠威騰電子並透過威騰合併儲存快閃記憶體大廠晟碟（SanDisk），更直接挑戰收購重量級的美光，短短兩年內就砸下九十億美元投資，並傳出風聲入股台灣系統的封測廠矽品、力成、南茂，意圖逐漸建構產業垂直版圖。
曾揚言要收購台積電和聯發科，但在2021年7月9日紫光集團宣告破產重組。
2022年7月25日，《财新网》指赵伟国被有关部门带走调查，並从多名知情人士处获悉，7月中旬，赵伟国被有关部门从北京家中带走，目前仍处于与外界失联的状态。
2023年3月20日，中央纪委国家监委网站通报，中华人民共和国国家监察委员会对赵伟国涉嫌职务犯罪问题进行了立案调查。
经审理查明：2018年至2021年，被告人赵伟国利用担任紫光集团董事长的职务便利，与特定关系人李禄媛共谋，由李禄媛实际控制的公司低价购买原本应当由紫光集团购买的房产，获取房产溢价利益，非法占有国有资产价值人民币4.7亿余元。2014年至2021年，赵伟国利用担任紫光集团董事长等职务便利，将本单位的盈利业务交由李禄媛等特定关系人经营，或者以明显高于市场的价格向李禄媛经营管理的公司购买代建管理服务，造成国家直接经济损失人民币8.9亿余元。2019年，赵伟国还指使其实际控制的上市公司董事，将公司项目以明显低于市场的价格租赁给李禄媛实际经营的公司，致使上市公司遭受经济损失人民币4645万余元。
2025年5月14日，吉林省吉林市中級人民法院以貪污、為親友非法牟利、背信損害上市公司利益三项罪名，判处赵伟国死刑，緩期二年執行，剝奪政治權利終身，並處沒收個人全部財產。

## 荣誉
- “2016十大经济年度人物”，主办方：新浪财经、人民日报客户端、吴晓波频道[8]